# Bolney
Bolney – wieś w Anglii, w hrabstwie West Sussex, w dystrykcie Mid Sussex. Leży 44 km na północny wschód od miasta Chichester i 58 km na południe od Londynu. W 2001 miejscowość liczyła 1209 mieszkańców.